# Lajos Batthyány

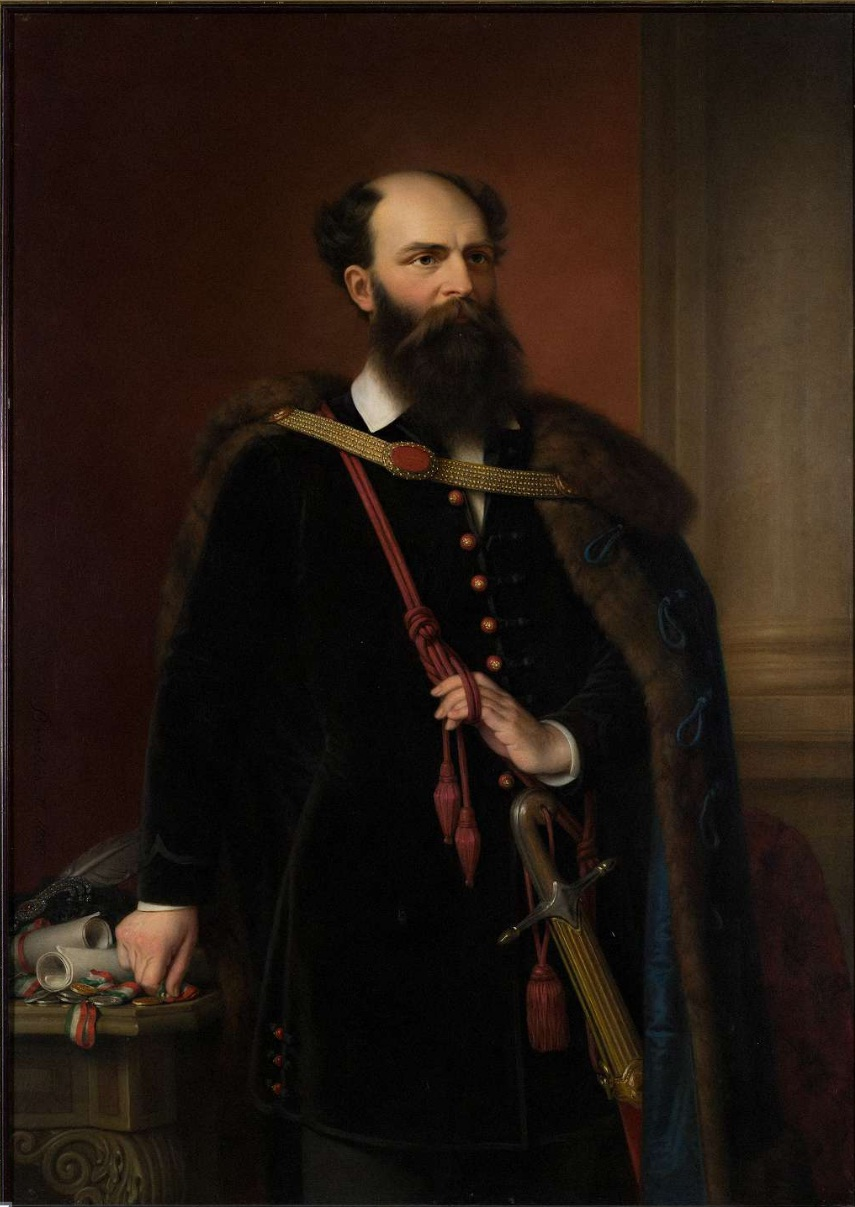
Lajos Batthyány gemalt von Miklós Barabás

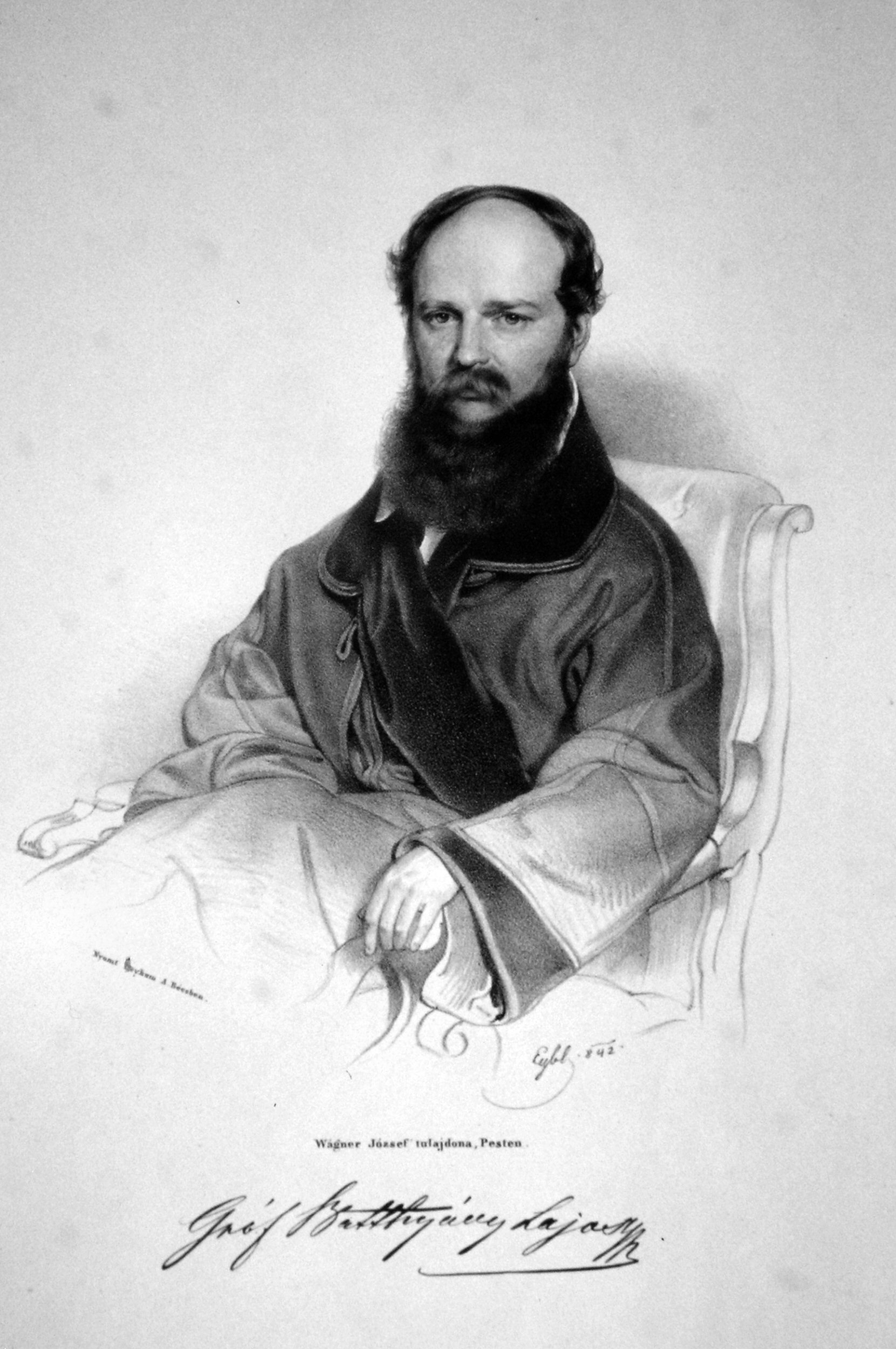
Lajos Batthyány, Lithographie von Franz Eybl, 1842

Lajos Graf Batthyány von Németújvár ['lɒjɔʃ 'bɒc:a:ɲi fɔn ne:mɛtu:jva:r] (* 10. Februar 1807 in Pressburg; † 6. Oktober 1849 in Pest) war ein ungarischer Magnat, Graf und Herr der Herrschaft Ikervár, Schlaining und Neuhaus sowie Erbobergespan (ung. főispán) des Komitats Eisenburg sowie erster Ministerpräsident des Königreichs Ungarn.

## Leben
Lajos Batthyány stammte aus der alten und weit verzweigten ungarischen Adelsfamilie Batthyány, die als Magnaten, Grafen und Fürsten später zu den bedeutendsten Geschlechtern Österreichs und Ungarns gehörten. Er besuchte zunächst das Wiener Schottengymnasium, ergriff dann den Militärberuf, verließ 1827 das Militär und bewirtschaftete seine Güter. Gleichzeitig studierte er Jura und legte an der Zagreber Akademie die Prüfung ab.
Ab 1830 nahm er als Mitglied des Magnatenhauses an der Sitzung des ungarischen Landtages in Pressburg teil. Am 4. Dezember 1834 vermählte er sich mit Antonie de Vazsonkő, geborene Zichy. In den Jahren 1832 bis 1836 war er bereits bedeutendes Mitglied der Opposition. 1847 wurde er zum Vorsitzenden der Reformer gewählt. Als solcher kämpfte er entschlossen für die Rechte des ungarischen Volkes und um eine selbstständige Regierung und Verfassung. Er war aber kein Verfechter eines gewaltsamen Vorgehens, sondern als gemäßigter Reformer wollte er durch planmäßiges Verhandeln mit der Wiener Regierung das Ziel erreichen. Seine Einstellung folgte mehr dem politischen Programm von István Széchenyi als den Forderungen von Lajos Kossuth. Széchenyi warnte seine Landsleute vor den Folgen des Sprachnationalismus und einer Abtrennung von Österreich. Kossuth war ein Revolutionär und bestand auf der Magyarisierung ethnischer Minderheiten.
Nach Ausbruch der Ungarischen Revolution 1848/1849 wurden Kaiser Ferdinand I. in Wien durch den ungarischen Landtag in Pressburg die Wünsche der ungarischen Nation vorgelegt. Ungarn sollte eine eigenständige Regierung zugestanden werden; Batthyány wurde am 22. März 1848 zum ersten ungarischen Ministerpräsident bestimmt. Nachdem das Kabinett Batthyány seine Tätigkeit aufgenommen hatte, verschärfte sich die Konfrontation mit Wien aufgrund der äußerst hoch gesteckten nationalen Ambitionen Ungarns. Im Zuge einer gleichzeitigen panslawistischen Gegenbewegung, die letztlich sogar eine Loslösung der slawischen Landesteile vom Königreich Ungarn anstrebte, kamen kroatische Truppen unter ihrem Ban Joseph Jelačić von Bužim dem Kaiser zu Hilfe und marschierten ab dem 9. September 1848 in Ungarn ein. Nach der Ermordung des Grafen Franz Philipp von Lamberg, dem vom Kaiser designierten neuen Palatin von Ungarn, wurde am 3. Oktober der Belagerungszustand über Ungarn verhängt.

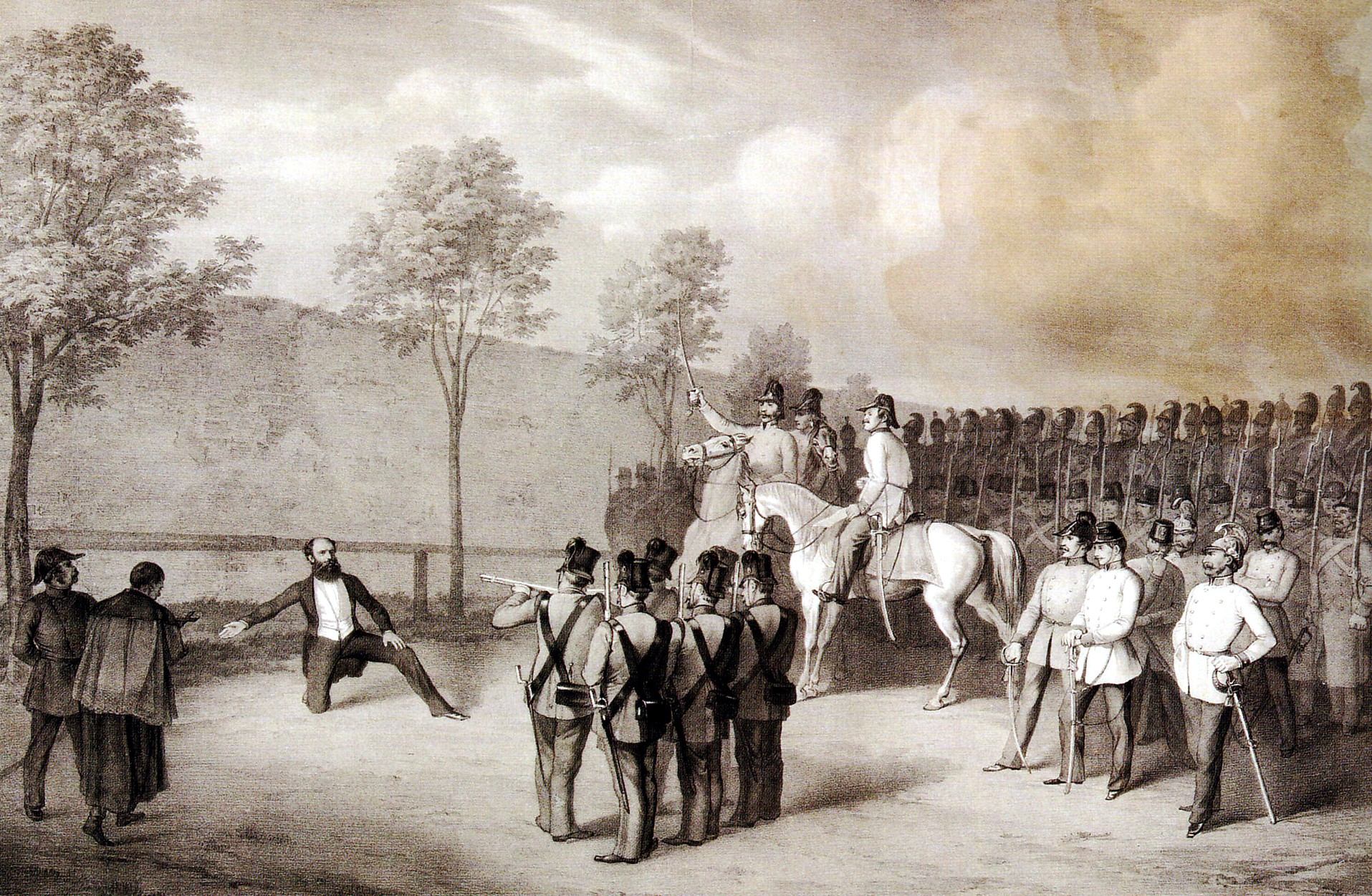
Hinrichtung des Grafen Batthyány

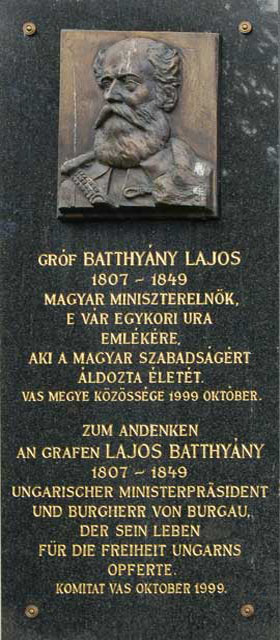
Lajos Batthyány, Gedenktafel am Schloss Burgau

Um die Separationsbestrebungen Ungarns zu beenden, rückte Mitte Dezember 1848 eine kaiserliche Armee unter Feldmarschall Alfred I. zu Windisch-Graetz mit 90.000 Soldaten in Richtung auf Buda vor.
Am 3. Jänner 1849 begab sich Batthyány zusammen mit anderen Landtagsdeputierten in das kaiserliche Hauptquartier nach Bicske (Witschke), wurde aber von Feldmarschall zu Windisch-Graetz als Rebell tituliert und nicht mehr empfangen. Er verblieb die nächsten Tage in völliger Ruhe in Pest, ohne die Möglichkeit zu benutzen, nach Debrecen (Debrezin) zu entkommen. Am 8. Jänner wurde er im Palais des Grafen Károlyi von den Kaiserlichen ergriffen und in Buda in eine Kaserne eingesperrt.
Im weiteren Verlauf des Ungarischen Unabhängigkeitskriegs kam den Österreichern Anfang Mai 1849 auch das Kaiserreich Russland mit rund 150.000 Soldaten unter Marschall Iwan Paskewitsch zur Hilfe. Der gegnerischen Übermacht war die eingekesselte ungarische Landwehr nicht mehr lange gewachsen. Nach der Kapitulation von Világos im August 1849 mussten Kossuth und Artúr Görgei mit 4.900 Offizieren und Soldaten ins Osmanische Reich fliehen. Batthyány huldigte dem neuen Kaiser Franz Joseph I., um weiteres Blutvergießen zu beenden. Er blieb unter Hausarrest und wurde auf massives Betreiben des kaiserlichen Oberbefehlshabers in Ungarn, Baron Julius von Haynau, am 6. Oktober 1849 in Pest erschossen. Die Hinrichtung löste weltweite Empörung aus. Mit Batthyány fanden an jenem Tag noch weitere 13 Generäle (die sogenannten Märtyrer von Arad) den Tod. Der 6. Oktober 1849 gilt in Ungarn als nationaler Trauertag. Der Leichnam Batthyánys wurde nach einigen Tagen in der Krypta der Pester Franziskanerkirche beigesetzt.
Nach dem Österreichisch-Ungarischen Ausgleich wurde er am 9. Juni 1870 in einem auf dem Fiumei Úti Sírkert (damals Kerepesi temető, „Kerepescher Friedhof“) feierlich bestattet. Nach der Fertigstellung eines eigens für ihn geschaffenen Mausoleums durch den Architekten Albert Schickedanz, wurde sein Leichnam 1874 in dieses überführt. Am Ort seiner Hinrichtung brennt seit 1926 das Ewige Licht Batthyánys zur Erinnerung an den ungarischen Märtyrer.
Im dritten Teil der Sissi-Trilogie Schicksalsjahre einer Kaiserin hat ihm Autor und Regisseur Ernst Marischka die Rolle eines Rebellen zugeschrieben, dessen Sohn durch den Charme und die Herzensgüte der Kaiserin Elisabeth, welche auch Königin von Ungarn war, besänftigt wird.